# Herbert Müller (Politiker, 1929)

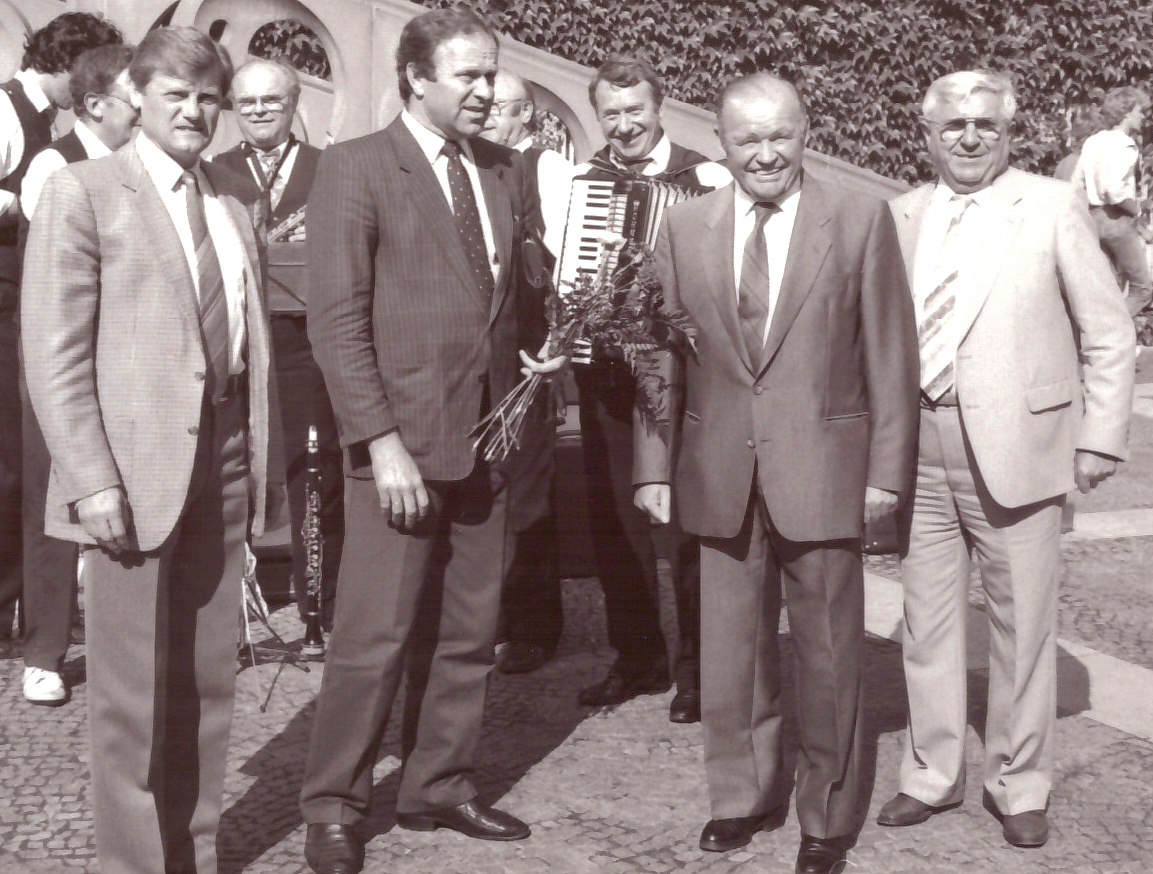
Herbert Müller bei einer Kundgebung gegen die Nutzung der Kernenergie in Schweinfurt Mitte der 1980er Jahre: (v. l.) Rudolf Müller, Hans Schuierer, Werner Hollwich, Herbert Müller

Herbert Müller (* 28. Oktober 1929 in Schweinfurt; † 11. Dezember 2001) war ein deutscher Lokalpolitiker (SPD) in Schweinfurt.
Herbert Müller war von 1956 bis 2001 Mitglied des Schweinfurter Stadtrats, dabei von 1974 bis 1996 hauptamtlicher 2. Bürgermeister und danach bis 1998 Vorsitzender der SPD-Stadtratsfraktion.
Im Juli 2015 wurde eine Straße in einem Schweinfurter Neubaugebiet nach ihm benannt.